# Värttinä
I Värttinä sono un gruppo folk finlandese nato nel 1983 da un progetto di Sari e Mari Kaasinen  nella città di Rääkkylä, a sud-est del paese.
Da allora si sono avuti numerosi cambi di formazione. Attualmente il gruppo è formato da tre voci femminili accompagnate da sei musicisti.

## Attuale formazione
- Mari Kaasinen (voce)
- Susan Aho (voce)
- Karoliina Kantelinen (voce)
- Matti Kallio (fisarmonica)
- Hannu Rantanen (basso)
- Mikko Hassinen (batteria, percussioni)

## Discografia
- Värttinä (1987)
- Musta Lindu (1989)
- Oi Dai (1991)
- Seleniko (1992)
- Aitara (1994)
- Kokko (1996)
- Vihma (1998)
- Ilmatar (2000)
- 6.12. (2001) pubblicato come Live in Helsinki negli Stati Uniti d'America (album dal vivo)
- Double Life (2002) - doppio CD con tutto il contenuto 6.12 e tracce da album registrati in studio
- iki (2003)
- Snow Angel (2005) - compilation con canzoni dagli album precedenti
- Miero (2006)
- 25 (2007) - compilation con inedito Vipinäveet